# Vladimir P. Gerdt
Pour les articles homonymes, voir Gerdt.
Vladimir P. Gerdt (né le 21 janvier 1947 à Engels et mort le 5 janvier 2021 à Doubna, en russe : Владимир Петрович Гердт, Vladimir Petrovitch Gerdt) est un mathématicien russe, professeur titulaire à l'Institut unifié de recherches nucléaires (JINR). Il dirigeait, dans cet institut, le groupe de calculs algébriques et quantiques. Ses travaux de recherche portent sur l'algèbre informatique, les calculs symboliques et algébriques, l'analyse algébrique et numérique des équations différentielles non linéaires, les équations polynomiales, les applications aux mathématiques et à la physique et le calcul quantique.
Sa liste de publications comporte plus de 220 articles.

## Biographie
Gerdt obtient son M. Sc. en physique théorique à l'université d'État de Saratov  en 1971, son doctorat en physique théorique et mathématique au JINR en 1976, et son doctorat en sciences en mathématiques et en informatique au JINR en 1992. Il a fait aussi des études supérieures en physique théorique à l'université d'État de Moscou (1969-1971). Après son M. Sc. il travaille comme ingénieur programmeur (1971-1975) et comme jeune chercheur (1975-1977) au département de radioprotection du JINR, où il développe des logiciels pour la spectroscopie neutronique. En 1977, il rejoint le laboratoire JINR des techniques informatiques et de l'automatisation (qui est renommé en 2000 en « laboratoire des technologies de l'information ») pour effectuer des recherches en calcul formel. Il y travaille comme chercheur (1977-1980) et comme chercheur principal (1980-1983), et depuis 1983 à la tête du groupe de recherche sur l'algèbre informatique, appelé ensuite le groupe de calculs algébriques et quantiques.
Gerdt a conçu un certain nombre d'algorithmes et de progiciels originaux pour l'étude des équations différentielles non linéaires. Il a initié la théorie des bases involutives (telles que les bases de Janet et les bases de Pommaret) ainsi que la transformation de systèmes polynomiaux et différentiels dans une forme involutive canonique qui facilite leur analyse et la construction de leurs solutions exactes. Il a relancé la méthode de décomposition de Thomas pour les systèmes algébriques et différentiels, et a développé un grand nombre de leurs applications. Dans le cas des systèmes polynomiaux et différentiels, leur forme involutive est une base de Gröbner.
Gerdt a été membre du comité de rédaction du Journal of Symbolic Computation depuis sa fondation en 1985. En 1997, il a cofondé la conférence Computer Algebra in Scientific Computing avec Ernst W. Mayr et il a présidé le comité scientifique de cette conférence depuis sa création ,.

## Hommages
- En l'honneur et à la mémoire de Vladimir P. Gerdt, un numéro spécial de Mathematics in Computer Science paraît fin 2021.
- La conférence International Symposium on Symbolic and Algebraic Computation (ISSAC'21) consacre une demi-journée à sa mémoire.

## Publications (sélection)
Parmi ses travaux les plus cités (par Google Scholar ou ZentralblattMATH), il y a :
- Vladimir P. Gerdt, « Completion of linear differential systems to involution », dans V. G. Ganzha et. al. (éditeurs), Computer algebra in scientific computing. CASC ’99. Proceedings of the 2nd workshop, Munich, Germany, May 31 - June 4, 1999, Springer, 1999 (ISBN 3-540-66047-X, zbMATH 1072.12500), p. 115-137
- Vladimir P. Gerdt et Yuri A. Blinkov, « Involutive bases of polynomial ideals », Mathematics and Computers in Simulation, vol. 45, nos 5-6,‎ 1998, p. 519–541 (DOI 10.1016/s0378-4754(97)00127-4, zbMATH 1017.13500, arXiv math/9912027)
- Vladimir P. Gerdt et Yuri A. Blinkov, « Minimal involutive bases », Mathematics and Computers in Simulation, vol. 45, nos 5-6,‎ 1998, p. 543-560 (zbMATH 1017.13501)
- Vladimir P. Gerdt, « Involutive algorithms for computing Gröbner bases », dans Svetlana Cojocaru et. al. (éditeurs), Computational Commutative and Non-Commutative Algebraic Geometry. Proceedings of the NATO Advanced Research Workshop, Chisinau, Republic of Moldova, June 6–11, 2004, Amsterdam, IOS Press, coll. « NATO Science Series III: Computer & Systems Sciences » (no 196), 2005 (ISBN 1-58603-505-3, zbMATH 1104.13012), p. 199-225
- Yuri A. Blinkov, Vladimir P. Gerdt et Denis A. Yanovich, « Construction of Janet Bases I et II. », dans Computer Algebra in Scientific Computing CASC 2001, Springer Berlin Heidelberg, p. 233-247 et 249-263
- Vladimir P. Gerdt et Aleksey Y. Zharkov, « A REDUCE Package for Solving of Ordinary Differential Equations », dans Proceedings of the Second International Conference on Systems and Techniques of Analytical Computing and Their Applications in Theoretical Physics (Dubna, September 21–23, 1982), Dubna, JINR D11-83-511,, 1983, p. 171-177.
- Thomas Bächler, Vladimir Gerdt, Markus Lange-Hegermann et Daniel Robertz, « Algorithmic Thomas decomposition of algebraic and differential systems », Journal of Symbolic Computation, vol. 47, no 10,‎ 2012, p. 1233–1266 (DOI 10.1016/j.jsc.2011.12.043).